# Colar elizabetano

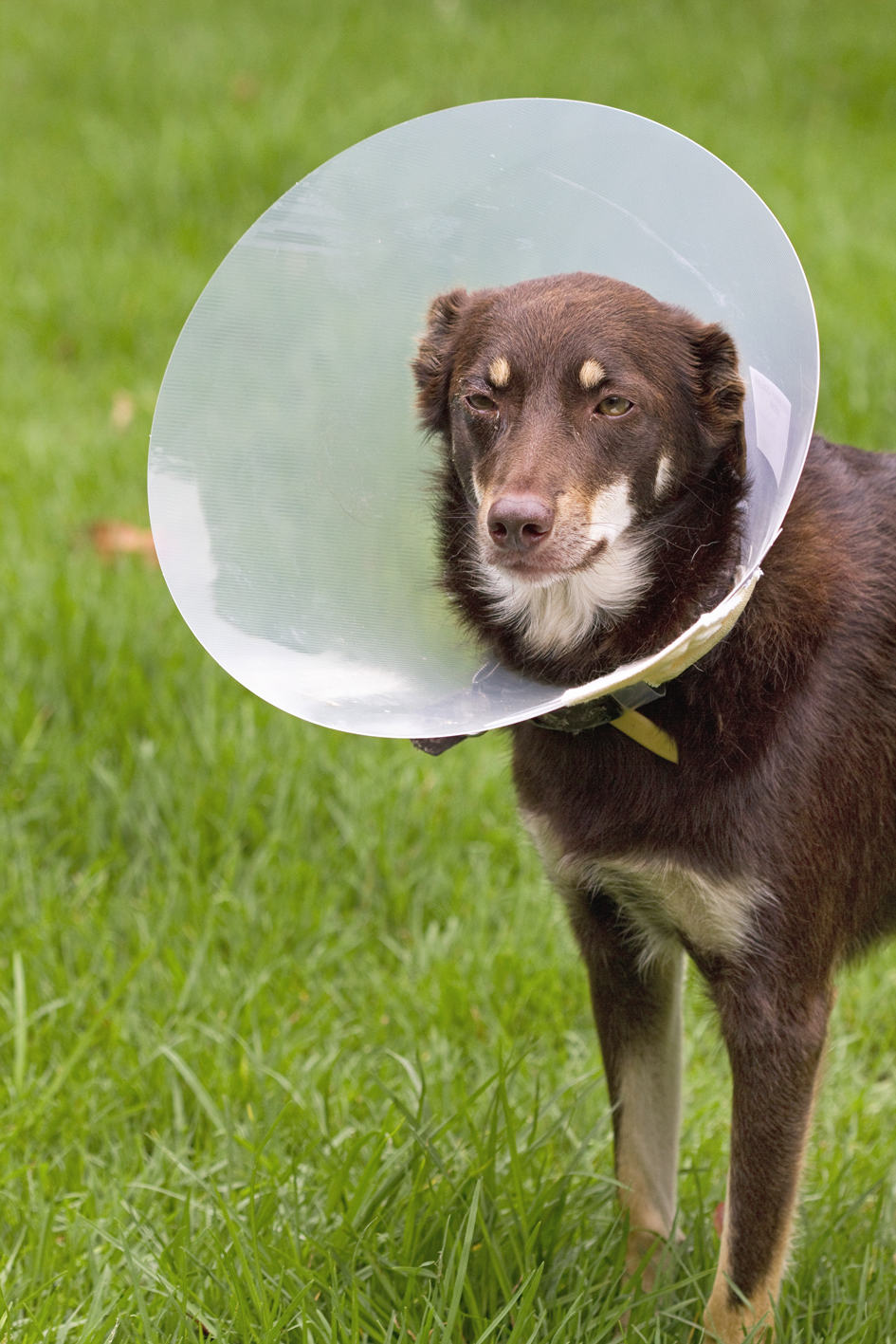
Um cachorro utilizando o colar elizabetano.

O colar elizabetano ou colar isabelino é um instrumento utilizado no pós-operatório veterinário, restringindo os movimentos do animal impedindo que atrapalhe o processo de recuperação.
O dispositivo é geralmente ligado a coleira habitual do animal com cordas ou guias passados através de furos nos lados do plástico. O pescoço do colar deve ser curto o suficiente para deixar o animal comer e beber. 

## Origem
Os colares são nomeados a partir das golas usadas no período elizabetano.

## Utilização
Atualmente é conhecido também por colar isabelino, devido a versão lusa do nome Elizabeth, sendo utilizados ainda os nomes capacete cirúrgico e cone restringente.
A maioria dos colares elizabetanos são constituídos de um pedaço de plástico ou polipropileno em forma de cone e presilhas para fechar, podendo possuir borracha nas extremidades e tiras para passar a coleira. Sendo largamente utilizados no pós-operatório de animais impedindo que eles lambam, arranquem os pontos, ou até mesmo se auto-mutilem, evitando infecções e complicações, mas permitindo ainda que ele se alimente.
O colar é muito incômodo para o paciente, principalmente nos dois primeiros dias, por isso tem-se buscado novas soluções, algumas já estão no mercado, mas possuem um valor exorbitante, sendo até 10 vezes mais caro que o colar elizabetano[carece de fontes?].
No comércio está disponível em diversos tamanhos a fim adequar-se aos diferentes portes dos pacientes. Variando a numeração indicativa e o preço de acordo com o tamanho, custando em média sete reais.
Há ainda a opção de se fabricar o colar em casa utilizando-se radiografias, baldes, papelão ou o que achar melhor para fazer a adaptação, tomando cuidado sempre para não ferir o pescoço. Tal adaptação é mais aplicada para gatos por ser mais difícil de encontrar colares fabricados que se ajustem perfeitamente ao seu corpo diminuto.
Deve-se seguir as orientações do médico veterinário, obedecendo as instruções e o tempo de uso do colar elizabetano a despeito do incômodo do animal para uma melhor recuperação do paciente.